# Rhytidothorax flavicornis
Rhytidothorax flavicornis är en stekelart som först beskrevs av De Santis 1967.  Rhytidothorax flavicornis ingår i släktet Rhytidothorax och familjen sköldlussteklar. Inga underarter finns listade i Catalogue of Life.